# Saint-Vincent-de-Boisset
Saint-Vincent-de-Boisset è un comune francese di 914 abitanti situato nel dipartimento della Loira della regione dell'Alvernia-Rodano-Alpi.

## Società

### Evoluzione demografica
Abitanti censiti